# Drawing Restraint 9
Drawing Restraint ist ein Kunstfilm/Experimentalfilm von Matthew Barney. Er spielt auf dem japanischen Walfang-Fabrikschiff Nisshin Maru. Im gesamten Film (135 Min.) gibt es nur einen einzigen Dialog während der Teezeremonie auf Japanisch, der die Geschichte des Schiffs erklärt. An Bord ist eine Skulptur aus Vaseline zu sehen, die sich während des Films mehrfach verändert.

## Filmscreenings
Die erste Aufführung außerhalb Japans fand bei den Filmfestspielen von Venedig am 2. September 2005 statt.

## Hintergrund
Drawing Restraint ist eine Kunstausstellung von Matthew Barney mit Skulpturen, Video, Installationen, Performance und Zeichnungen. Bis Oktober 2005 wurde sie in Japan ausgestellt, danach war sie in Seoul und Korea sowie anschließend im Frühjahr 2006 in San Francisco zu sehen.

## Soundtrack
Der Soundtrack wurde von der isländischen Musikerin Björk, Barneys Lebensgefährtin, komponiert; die Texte stammen von Björk und Barney. Der Soundtrack entstand in Zusammenarbeit mit vielen anderen Künstlern, darunter Mark Bell, Valgeir Sigursson, Will Oldham, Zeena Parkins und Leila.